# Краснинское сельское поселение (Челябинская область)
Кра́снинское се́льское поселе́ние — муниципальное образование в Верхнеуральском районе Челябинской области Российской Федерации. В рамках административно-территориального устройства муниципальное образование  соответствует административно-территориальной единице Краснинский сельсовет.
Административный центр — посёлок Краснинский.

## История
Статус и границы сельского поселения установлены Законом Челябинской области от 12 июля 2004 года № 247-ЗО «О статусе и границах Верхнеуральского муниципального района, городских и сельских поселений в его составе»

## Население
| 2002  | 2010  | 2011  | 2012  | 2013  | 2014  | 2015  |
| ----- | ----- | ----- | ----- | ----- | ----- | ----- |
| 2971  | ↘2391 | ↘2389 | ↘2343 | ↘2282 | ↘2258 | ↘2219 |
| 2016  | 2017  | 2018  | 2019  | 2020  | 2021  |       |
| ↘2172 | ↗2181 | ↘2147 | ↘2113 | ↘2077 | ↘1966 |       |

## Состав сельского поселения
| № | Населённый пункт | Тип населённого пункта          | Население |
| - | ---------------- | ------------------------------- | --------- |
| 1 | Горбуновский     | посёлок                         | ↘272      |
| 2 | Краснинский      | посёлок, административный центр | ↘1368     |
| 3 | Подольский       | посёлок                         | ↘274      |
| 4 | Смирновский      | посёлок                         | ↘98       |
| 5 | Уфимский         | посёлок                         | ↘360      |
| 6 | Хлебинка         | хутор                           | ↘19       |

### Упразднённые населённые пункты
- Чебачье — упразднённый в 1978 году хутор[16].